# Julianne Séguin
Julianne Séguin (ur. 7 listopada 1996 w Montrealu) – kanadyjska łyżwiarka figurowa, startująca w parach sportowych. Uczestniczka igrzysk olimpijskich w Pjongczangu (2018), zwyciężczyni zawodów z cyklu Grand Prix i Challenger Series, wicemistrzyni świata juniorów (2015), zwyciężczyni finału Junior Grand Prix (2014) oraz dwukrotna wicemistrzyni Kanady (2016, 2018).

## Osiągnięcia

### Pary sportowe

#### Z Charlie Bilodeau

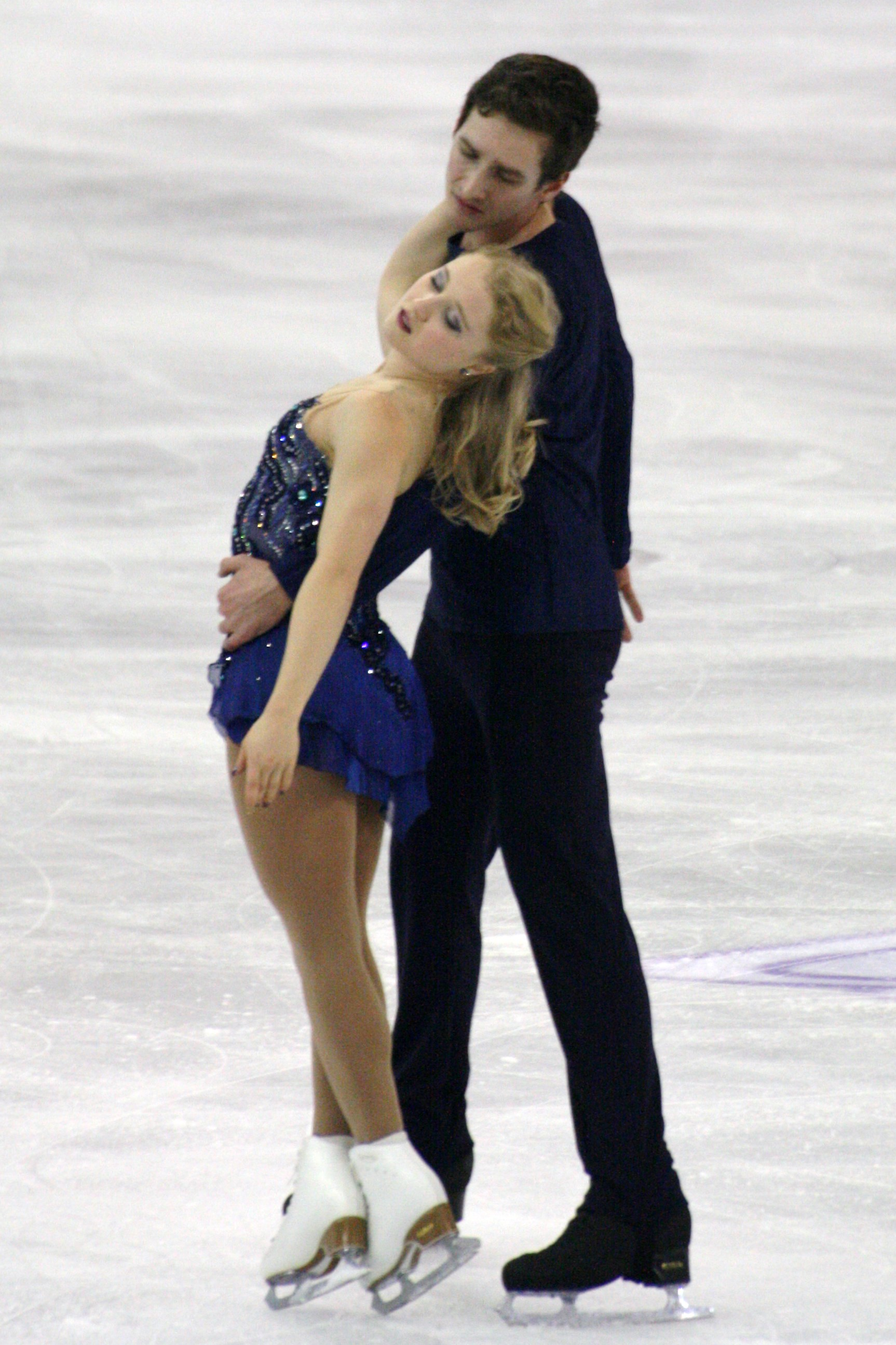
Séguin i Bilodeau podczas finału Grand Prix 2015

| Zawody                                | 13–14          | 14–15          | 15–16          | 16–17          | 17–18          | 18–19          |                |                |                |                |                |                |                |                |                |                |                |
| Międzynarodowe                        | Międzynarodowe | Międzynarodowe | Międzynarodowe | Międzynarodowe | Międzynarodowe | Międzynarodowe | Międzynarodowe | Międzynarodowe | Międzynarodowe | Międzynarodowe | Międzynarodowe | Międzynarodowe | Międzynarodowe | Międzynarodowe | Międzynarodowe | Międzynarodowe | Międzynarodowe |
| ------------------------------------- | -------------- | -------------- | -------------- | -------------- | -------------- | -------------- | -------------- | -------------- | -------------- | -------------- | -------------- | -------------- | -------------- | -------------- | -------------- | -------------- | -------------- |
| Igrzyska olimpijskie                  |                |                |                |                | 9              |                |                |                |                |                |                |                |                |                |                |                |                |
| Mistrzostwa świata                    |                | 8              | WD             | 11             | 22             |                |                |                |                |                |                |                |                |                |                |                |                |
| Mistrzostwa czterech kontynentów      |                |                | WD             |                |                |                |                |                |                |                |                |                |                |                |                |                |                |
| GP Finał Grand Prix                   |                |                | 4              | 5              |                |                |                |                |                |                |                |                |                |                |                |                |                |
| GP NHK Trophy                         |                |                |                |                | 4              |                |                |                |                |                |                |                |                |                |                |                |                |
| GP Rostelecom Cup                     |                |                |                | 5              | 5              |                |                |                |                |                |                |                |                |                |                |                |                |
| GP Skate America                      |                |                | 3              | 1              |                |                |                |                |                |                |                |                |                |                |                |                |                |
| GP Internationaux de France           |                |                | 3              |                |                | WD             |                |                |                |                |                |                |                |                |                |                |                |
| GP Grand Prix Helsinki                |                |                |                |                |                | WD             |                |                |                |                |                |                |                |                |                |                |                |
| CS Autumn Classic International       |                |                |                | 1              | 3              |                |                |                |                |                |                |                |                |                |                |                |                |
| CS Nebelhorn Trophy                   |                |                | 5              |                |                |                |                |                |                |                |                |                |                |                |                |                |                |
| Międzynarodowe: Kategorie młodzieżowe |                |                |                |                |                |                |                |                |                |                |                |                |                |                |                |                |                |
| Mistrzostwa świata juniorów           | WD             | 2              |                |                |                |                |                |                |                |                |                |                |                |                |                |                |                |
| JGP Finał                             |                | 1              |                |                |                |                |                |                |                |                |                |                |                |                |                |                |                |
| JGP na Białorusi                      | 4              |                |                |                |                |                |                |                |                |                |                |                |                |                |                |                |                |
| JGP w Czechach                        | 4              | 1              |                |                |                |                |                |                |                |                |                |                |                |                |                |                |                |
| JGP w Niemczech                       |                | 1              |                |                |                |                |                |                |                |                |                |                |                |                |                |                |                |
| Krajowe                               |                |                |                |                |                |                |                |                |                |                |                |                |                |                |                |                |                |
| Mistrzostwa Kanady                    | 2 J            | 3              | 2              | WD             | 2              |                |                |                |                |                |                |                |                |                |                |                |                |

### Z Andrew Evansem
| Mistrzostwa Kanady | 9 |

### Solistki
| Zawody                                | 11–12          | 12–13          | 13–14          | 14–15          |                |                |                |                |                |                |                |                |                |                |                |                |                |
| Międzynarodowe                        | Międzynarodowe | Międzynarodowe | Międzynarodowe | Międzynarodowe | Międzynarodowe | Międzynarodowe | Międzynarodowe | Międzynarodowe | Międzynarodowe | Międzynarodowe | Międzynarodowe | Międzynarodowe | Międzynarodowe | Międzynarodowe | Międzynarodowe | Międzynarodowe | Międzynarodowe |
| ------------------------------------- | -------------- | -------------- | -------------- | -------------- | -------------- | -------------- | -------------- | -------------- | -------------- | -------------- | -------------- | -------------- | -------------- | -------------- | -------------- | -------------- | -------------- |
| Mistrzostwa czterech kontynentów      |                | 11             |                |                |                |                |                |                |                |                |                |                |                |                |                |                |                |
| GP Skate Canada International         |                |                |                | 12             |                |                |                |                |                |                |                |                |                |                |                |                |                |
| CS Autumn Classic International       |                |                |                | 3              |                |                |                |                |                |                |                |                |                |                |                |                |                |
| Międzynarodowe: Kategorie młodzieżowe |                |                |                |                |                |                |                |                |                |                |                |                |                |                |                |                |                |
| Mistrzostwa świata juniorów           |                |                | WD             |                |                |                |                |                |                |                |                |                |                |                |                |                |                |
| JGP w Czechach                        |                |                | 9              |                |                |                |                |                |                |                |                |                |                |                |                |                |                |
| JGP we Francji                        |                | 7              |                |                |                |                |                |                |                |                |                |                |                |                |                |                |                |
| JGP w Meksyku                         |                |                | 6              |                |                |                |                |                |                |                |                |                |                |                |                |                |                |
| JGP w Słowenii                        |                | 10             |                |                |                |                |                |                |                |                |                |                |                |                |                |                |                |
| Krajowe                               |                |                |                |                |                |                |                |                |                |                |                |                |                |                |                |                |                |
| Mistrzostwa Kanady                    | 3 J            | 6              | 7              |                |                |                |                |                |                |                |                |                |                |                |                |                |                |